# Lebnitsa (vattendrag)
Lebnitsa (bulgariska: Лебница) är ett vattendrag i Bulgarien, på gränsen till Nordmakedonien. Det ligger i den sydvästra delen av landet, 130 km söder om huvudstaden Sofia.
Trakten runt Lebnitsa består i huvudsak av gräsmarker. Runt Lebnitsa är det ganska tätbefolkat, med 80 invånare per kvadratkilometer.